# Luigi Macchi (ciclista)
Luigi Macchi (Varese, 19 settembre 1912 – 24 settembre 1987) è stato un ciclista su strada e ciclocrossista italiano.
Professionista e indipendente dal 1932 al 1940, partecipò a tre volte al Giro d'Italia concludendo in tutti i casi la prova; suo nipote è Gabriele Colombo vincitore della Milano-Sanremo 1996.

## Carriera
Passato professionista sul finire del 1932, dopo aver terminato al quarto posto il mondiale dilettanti a Roma, ottenne subito un piazzamento concludendo diciannovesimo il Giro di Lombardia.
Nel 1933 partecipò al Giro d'Italia, dove però non colse risultati e concluse la prova al trentesimo posto della generale; partecipò anche al Tour de Suisse dove vinse la prima tappa, sarà questo il suo primo ed unico successo fra i professionisti, chiuse inoltre terzo la classica italiana Tre Valli Varesine. Nel 1934 ai Campionati italiani di ciclocross si classificò al secondo posto dietro Severino Canavesi.
Nel 1935 fu ancora venticinquesimo al Giro di Lombardia. L'anno successivo partecipò nuovamente al Giro d'Italia svolgendo soprattutto il ruolo da gregario e chiuse la prova ventesimo. Fu inoltre sesto nel Giro della Provincia di Milano. Nel 1937 chiuse la stagione piazzandosi sesto nella Milano-Sanremo, decimo nel Giro di Lombardia e nono nel Giro della Provincia di Milano.
Nel 1938 partecipò al Giro d'Italia ottenendo un piazzamento nel corso della settima tappa, chiusa secondo dietro Adolfo Leoni; fu inoltre settimo nel Giro di Lombardia e ottavo al Giro di Toscana.

## Palmarès
- 1932 (dilettanti)

Bassano-Monte Grappa
- 1933 (Legnano, una vittoria)

1ª tappa Tour de Suisse (Zurigo > Davos)

## Piazzamenti

### Grandi Giri
- Giro d'Italia

1933: 30º
1936: 20º
1938: 45º

### Classiche monumento
- Milano-Sanremo

1934: 40º
1937: 6º
1940: 29º
- Giro di Lombardia

1932: 19º
1933: 21º
1935: 25º
1937: 10º
1938: 7º

### Competizioni mondiali
- Campionati del mondo

Roma 1932 - In linea Dilettanti: 4º